# Júpiter Doliqueno

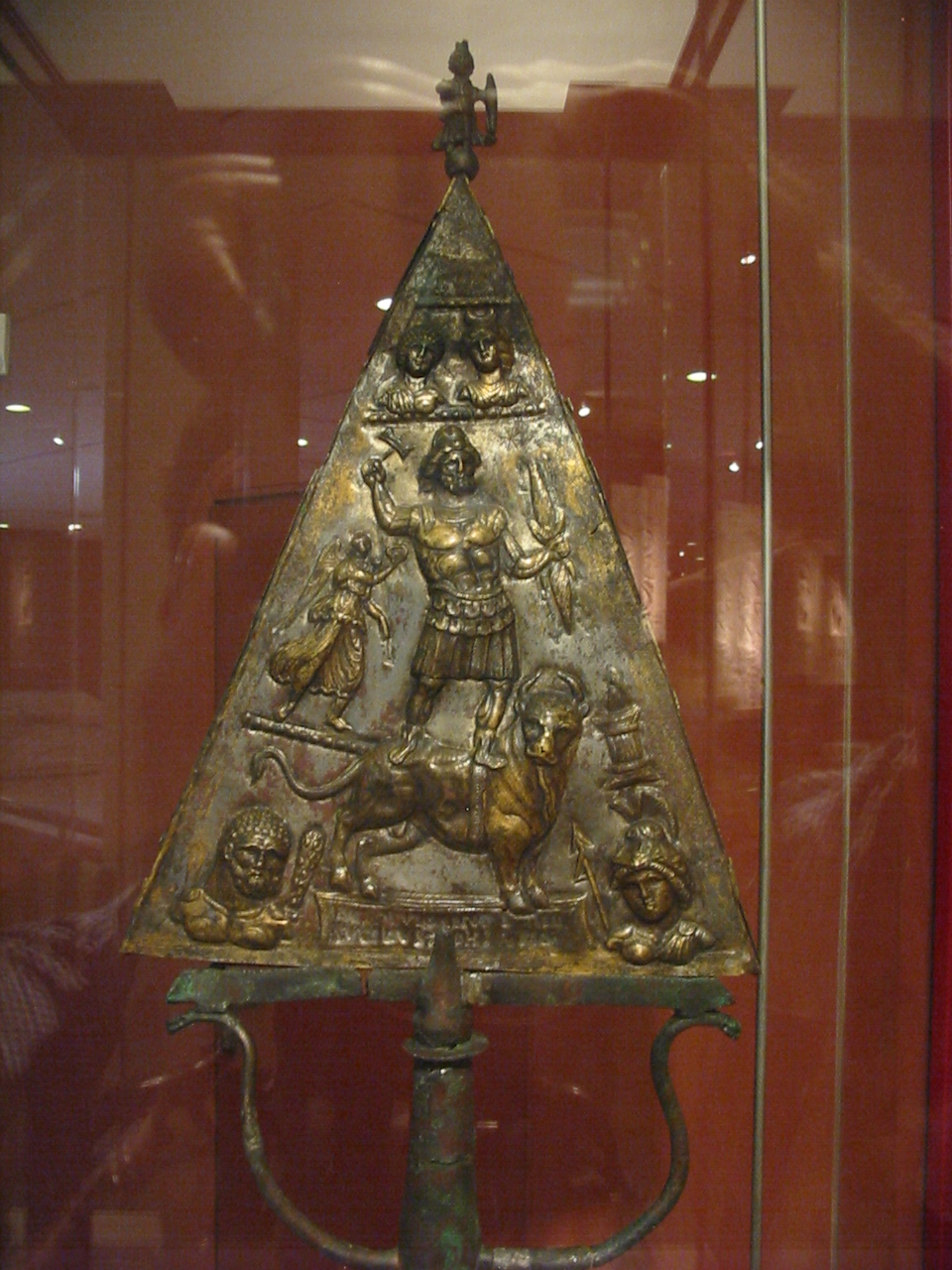
Característica placa votiva triangular de bronce de Júpiter Doliqueno de Kömlöd, Hungría. Museo Nacional Húngaro en Budapest.

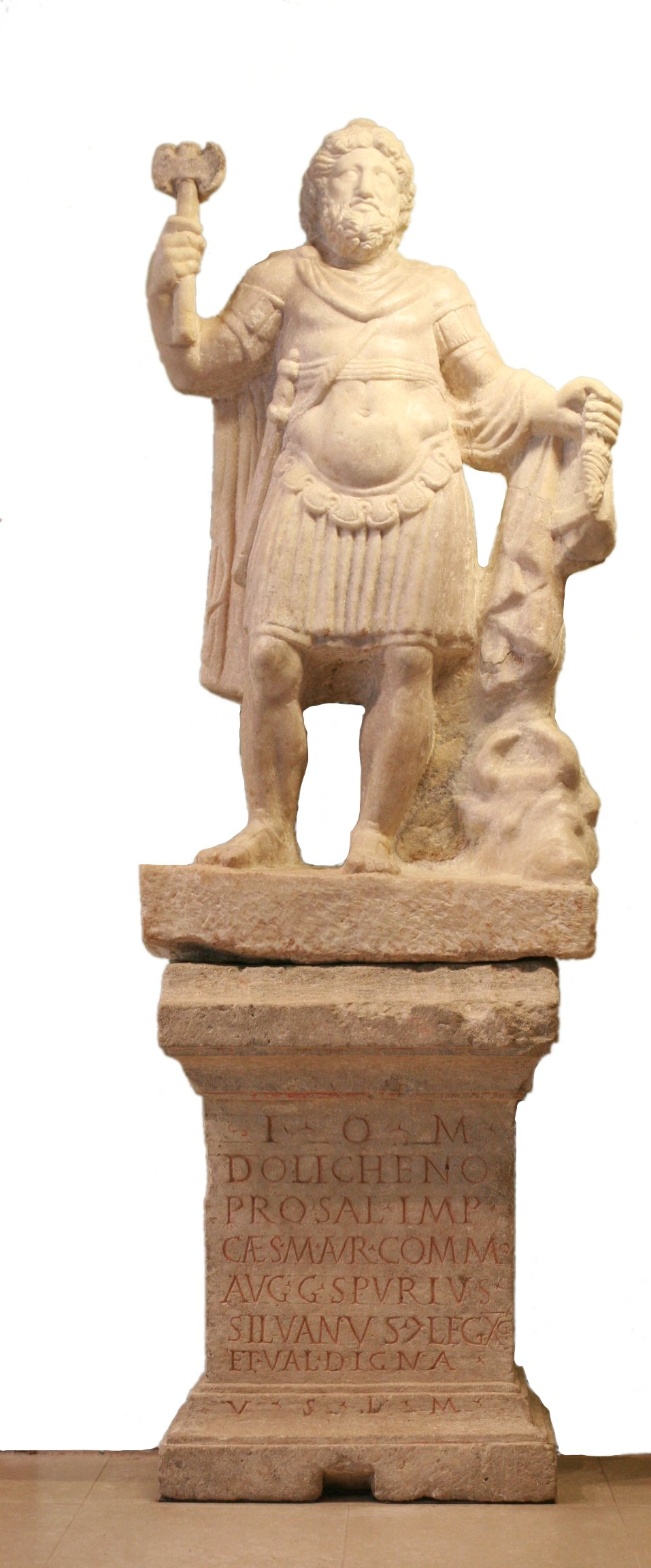
Estatua de Júpiter Doliqueno del siglo III d. C. sobre altar dedicado por C. Spurius Silvanus, ambos encontrados en Petronell-Carnuntum (Austria).

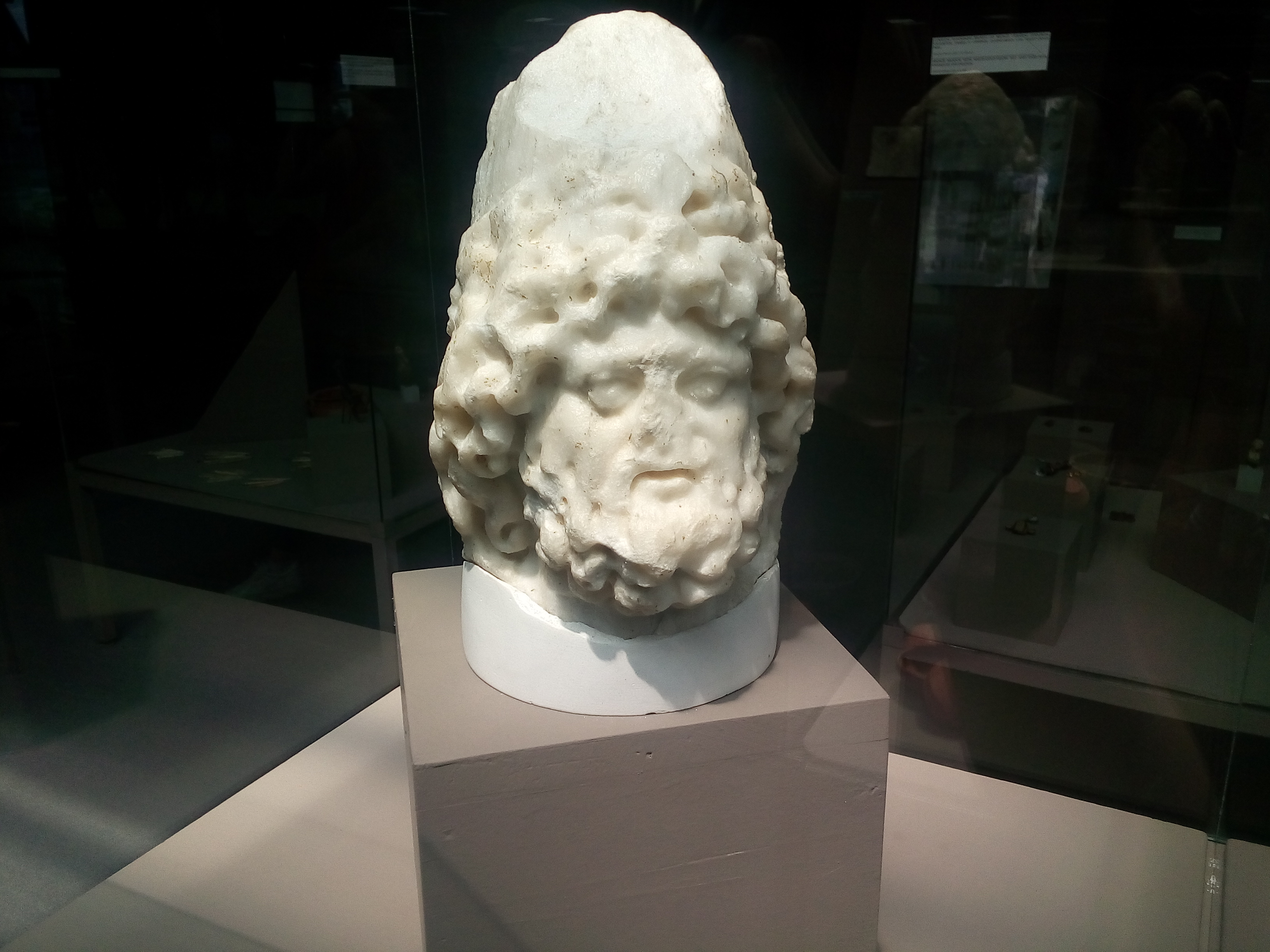
Escultura de Dios Júpiter Dolichenus, Museo Arqueológico de Kladovo

Júpiter Doliqueno (en latín Juppiter Dolichenus) o simplemente, Doliqueno fue un dios romano creado a partir de la sincretización del Júpiter romano "rey de los dioses" y el culto a Baal en la antigua ciudad grecorromana de Dolique o Doliche (en idioma turco: Dülük), pocos kilómetros al norte de la moderna Gaziantep, en la Comagene del Asia Menor. Se le llegó a identificar con el dios persa Ahura Mazda y en la Antigua Grecia se le dio el nombre de Zeus Oromasdes.
Los dioses Baal eran dioses reyes y esa combinación formaba una poderosa mezcla de tradiciones reales orientales y occidentales en una única deidad. Su culto fue una de las religiones mistéricas que ganaron popularidad en el Imperio Romano como una alternativa a la abierta religión "pública" usual de la sociedad romana. 
Sus templos fueron cerrados a los extraños y sus seguidores tuvieron que someterse a los ritos de iniciación antes de que pudieran ser aceptados como devotos. Como resultado, se conoce muy poco acerca de la concreta adoración del dios, aparte de las escasas pistas que se han podido obtener de los escasos restos iconográficos, arqueológicos o epigráficos conservados. Su culto fue muy popular en el siglo II y alcanzó el máximo bajo la dinastía de los Severos a principios de siglo III. Al menos diecisiete templos se construyeron en Roma y sus provincias que, aunque importantes, son muy inferiores a la popularidad que gozaron los de Mitra, Isis o Cibeles. A diferencia de estos cultos mistéricos, el culto de Júpiter Doliqueno se fijó principalmente en sus orígenes orientales, por lo que pronto se extinguió tras la caída de la ciudad de Dolique ante los sasánidas, a mediados de siglo III.

## Historia
El Baal de Dolique parece haber tenido sus orígenes en el dios hitita-hurrita de las tormentas, conocido como Tesub-Hadad, cuyo culto estaba centrado en la colina de Dülük-Baba Tepesi cerca de la ciudad de Dülük (ahora Gaziantep, en la actual Turquía) y relacionada con el origen del hierro (ubi ferrum nascitur). La evidencia de su culto se remonta al siglo VI a. C., pero la expansión romana de su culto comenzó con la conquista de la zona en el 64 a. C. y su inclusión en la provincia de Siria. La nueva deidad romana tomó el nombre de Dolique, del nombre romano de la ciudad.
La evidencia más antigua de su culto, fuera de la zona de Dolique es en Lambaesis (actual Argelia), donde su legado le dedicó un altar en el año 126. El culto se extendió luego a Roma bajo Marco Aurelio, cuando fue construido un templo a Júpiter Doliqueno en la colina de Celio. No mucho más tarde puede ser visto en Alemania, donde un centurión de la Legio VIII Augusta le dedicó un altar en el año 191 en Obernburg en la Germania Superior. Un gran número de dedicaciones se produjo a continuación bajo Septimio Severo y Caracalla, representando el punto culminante de su culto.
Sin embargo, a mediados de siglo III, el culto de Júpiter Doliqueno estaba llegando a su fin, en rápido declive. El primer duro golpe vino por primera vez tras el asesinato de Alejandro Severo y la llegada al poder de Maximino Tracio (235-238). La dinastía de los Severos había apoyado su culto, pero con su caída, no solo Júpiter Doliqueno perdió el favor imperial, sino que su apoyo podría haber sido visto como políticamente peligroso a raíz del cambio de régimen. Ciertamente, todos los santuarios en el Rin y el Danubio cayeron en el reinado de Maximino, especialmente los apoyados por el ejército, pues no hubiera fácilmente tolerado que algo pudiera ser percibido como desleal por su ejército.
El punto final, sin embargo, llegó en el año 256, cuando Sapor I saqueó Dolique. Con la pérdida de su origen y santuario principal, el dios fue desacreditado permanentemente en términos de la percepción de su poderío. Su culto se había asociado tan firmemente a la santidad de Dolique y a la naturaleza oriental del dios que nunca había permitido alcanzar la universalidad que se hubiese necesitado para sobrevivir a su pérdida.

## Culto
A Júpiter Doliqueno se le denominaba "Júpiter Óptimo Máximo Doliqueno". En latín, Optimus Maximus, que significa "el mejor y el más grande", era el término de honor estándar y único para el rey de los dioses, y como "Júpiter" Doliqueno, se mantuvo este término de respeto. En latín, la epigrafía de Júpiter Óptimo Máximo se abrevia como IOM (Júpiter se escribe Iuppiter ya que no hay 'J' en el alfabeto latino). Por tanto, en la mayoría de las inscripciones o dedicatorias a Júpiter Doliqueno, su nombre aparece como "IOM Doliqueno" o el completo "Júpiter Óptimo Máximo Doliqueno". 
Las terminaciones de las palabras latinas llevan el caso dativo (que significa 'a' o 'para'), ya que son regalos a o para el dios. Él, sin embargo, recibió algunas formas distintivas. Las inscripciones de su templo en la colina del Aventino, en Roma, por ejemplo, se dirigen a él como "conservador eterno" (AE 1.940,75) y "Júpiter Óptimo Máximo Doliqueno Eterno", preservador del firmamento, divinidad por excelencia o proveedor de lo invencible (ILS 4316). 
Como religión mistérica, su teología, templos y rituales solo estaban abiertas para los iniciados. Se sabe muy poco sobre su culto, ya que no duró lo suficiente como para aparecer en la literatura cristiana que hubiera dado pistas útiles como así fue en el caso de otras sectas secretas, tales como el mitraísmo. Tampoco los restos arqueológicos son de gran ayuda. Es solo a partir de las fuentes epigráficas cuando podemos obtener una visión más amplia. Las referencias a un sacerdotus (sacerdote) muestra que hubo una estructura interna, a pesar de no parecer de gran complejidad. Una inscripción del templo del Aventino (ver más abajo) da una lista de los miembros de una comunidad. El grupo consta de 32 nombres, de los cuales, 7 han sido identificados como un patronus (mecenas o patrón). El texto de la inscripción hace referencia a patroni y candidati (candidatos), lo que hace suponer que los otros nombres eran hombres que tenían la condición de candidatus. Lo que esto significaba no está claro. ¿Eran candidatos para la iniciación o candidatos a una categoría superior? Los patrones pueden haber sido patrocinadores de nuevos candidatos para unirse a la comunidad, pero como el texto de las inscripciones se refiere a ellos como fratri (hermanos), esto implicaría que todos ellos son ya iniciados. Un sacerdote dedica la inscripción y los estilos a sí mismo como "padre de los candidatos", un título simbólico similar al de la grado de "padre" que se encuentra en el mitraísmo. En una segunda inscripción, se identifican los papeles de "registrador", "líderes de este lugar" y "porteadores del dios". Los miembros de la comunidad eran introducidos por la frase "Júpiter Óptimo Máximo Doliqueno eligió lo siguiente para servirle".
Noventa y siete de los 260 nombres de fieles mencionados en las inscripciones son soldados, por lo que puede verse que el interés por su culto en el ejército no era dominante. Hay casos de unidades enteras haciendo dedicatorias al dios (por ejemplo, en un destacamento de la flota en Miseno en Ostia en el 186), aunque no podemos saber exactamente lo que esto significaba. ¿Eran devotos todo el grupo o solo algunos de ellos? Del mismo modo, la apariencia de estándares militares, trofeos y la diosa Victoria en tablas votivas no tiene por qué ser visto como un aspecto militar integral para el culto. Estos son todos símbolos de triunfo o de realeza y son los atributos adecuados para un dios real. Como una deidad real que necesitaba una reina, su contrapartida natural fue Juno, la propia esposa de Júpiter. Dentro de este culto, toma el nombre de Juno Doliquena. En la iconografía, siempre aparece a la derecha de su compañero.

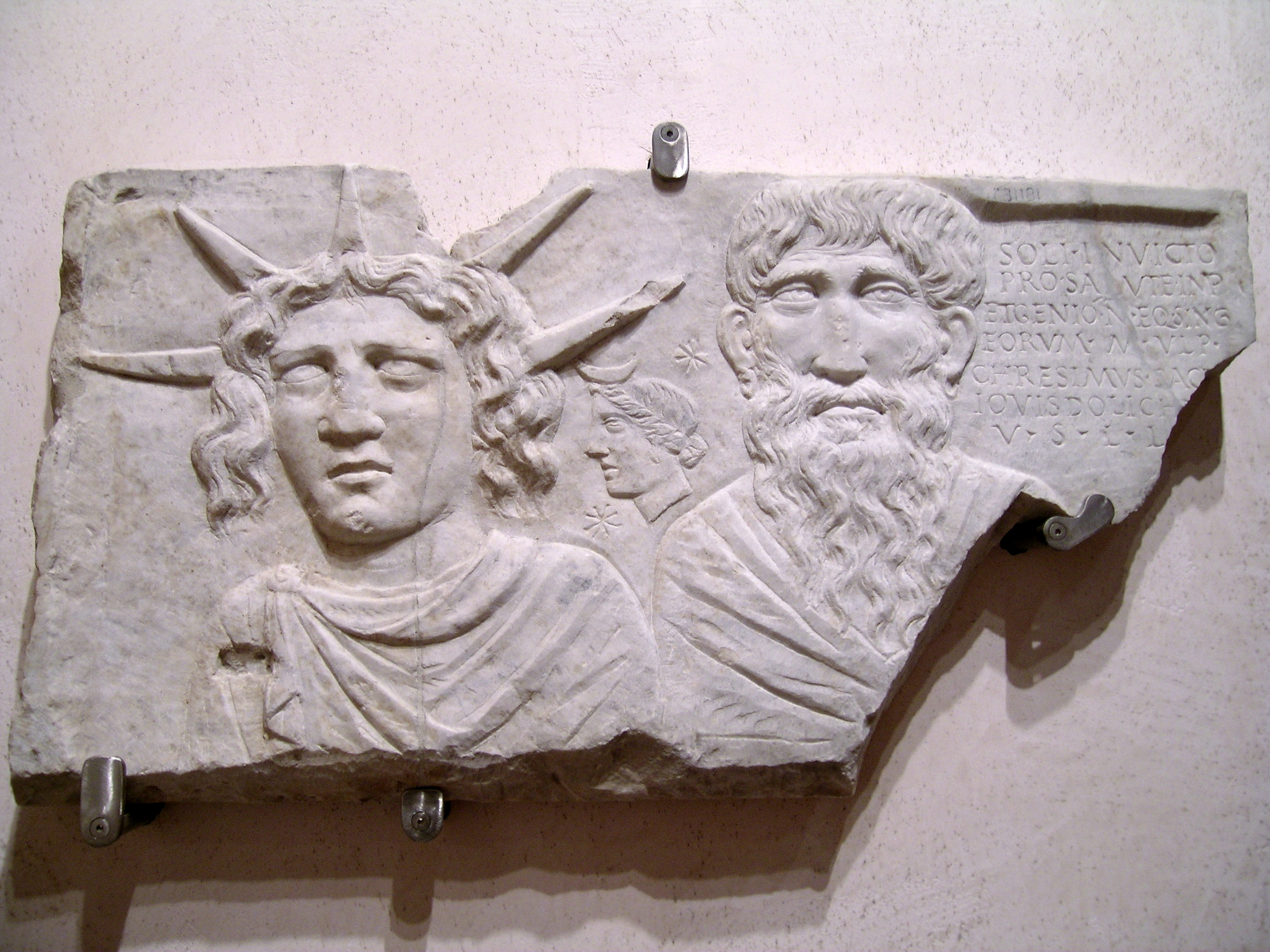
Placa votiva con representaciones de Sol, Luna y Júpiter Doliqueno. Segunda mitad siglo II. Museo de las Termas de Diocleciano (Roma).

La teología de Júpiter Doliqueno dio un lugar prominente a Apolo y Diana, que a menudo aparecen en tablas votivas como un par de bustos. Las razones de esta singularidad se desconocen, sin embargo, igualmente importantes parecen ser Sol, dios del sol , y Luna, diosa de la luna. Estas dos divinidades proporcionan un claro elemento cósmico, tal vez sugiriendo el mando de Júpiter Doliqueno sobre el día y la noche o una alegoría de la extensión de su reino. En lugar de ser miembros distintos del panteón, es posible que Apolo y Sol tuviesen la misma función como dioses del sol, al igual que Diana y Luna con la luna. Cástor y Pólux también aparecen con frecuencia pero su papel es menos claro. Lo más probable es que sean vistos como los hijos de Júpiter. Isis y Serapis aparecen con cierta frecuencia, tal vez como "huéspedes" o como alusiones a la pareja real de Doliche.

## Atributos e iconografía
Pocas características de Júpiter aparecen en la representación de Júpiter Doliqueno, aparte del rayo y la barba. En todos los demás aspectos, el dios es una nueva creación que mezcla convenciones orientales y helenísticas. El dios aparece siempre con vestimenta militar, armado y revestido con una coraza. Esto no sugiere que su culto fuese sobre todo militar, sino, más bien, que esos atributos significan poder y realeza. La coraza, en particular, es una artística convención helenística para representar la divinidad. El arma que lleva el dios, suele ser un hacha de hierro de doble filo (labris), levantada con la mano derecha, a menudo asociado con los reyes de Tracia y Asia Menor y no un arma de un soldado raso. De acuerdo con las convenciones romanas orientales, también lleva el gorro frigio y vestimenta usada también por otros dioses orientales que los romanos reinventaron o adaptaron, como es el caso de Mitra.
Una característica única en las representaciones de Júpiter Doliqueno es que se muestra de pie sobre el lomo de un toro. El toro tenía una fuerte asociación con los conceptos de fortaleza, virilidad y fertilidad (por ejemplo, en la civilización minoica) y también fue un punto clave de las creencias mitraicas. De pie sobre un toro habría sido una clara asociación entre los poderes de la bestia, y los del dios. Era una deidad que tenía el poder para dominar y someter a esta criatura notoriamente salvaje y forzar a su voluntad, así como trabajar con ella. Los toros también aparecen con frecuencia en los templos. En el templo de Júpiter Doliqueno en Zugmantel (en la actual Alemania), el altar estaba soportado por patas talladas de toros. Por contraste, Juno Doliquena cabalga sobre una cierva, animal asociado a la realeza.
Un altar de Obernburg (actualmente en el Stiftsmuseum Aschaffenburg) tal vez muestra con imágenes la teología del culto. En el lado izquierdo está tallado un rayo, un árbol y un escudo scutum. El rayo es un atributo estándar de Júpiter, sin embargo, el árbol y el escudo no lo son. En conjunto se podría argumentar que el rayo representa el poder del dios, el árbol representa el éxito y la fertilidad y el escudo, la seguridad. Podrían ser expresión de los beneficios que Júpiter Doliqueno proporciona a sus seguidores. Sin embargo, como suele ser el caso de las religiones mistéricas, los significados pueden ser interpretados de maneras diferentes.

## Templos

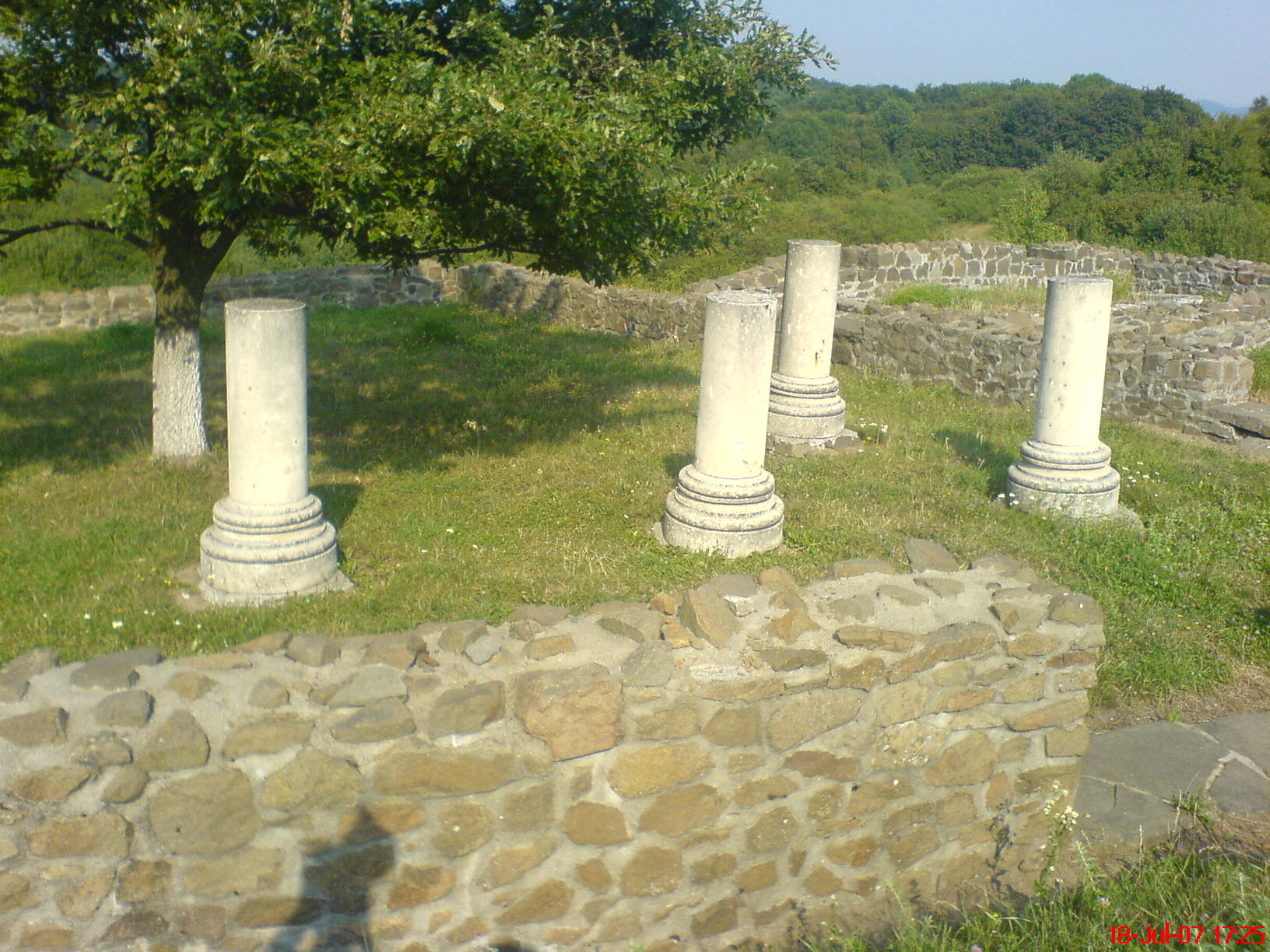
Templo de IOMD en Porolissum (Rumanía).

Al templo dedicado a Júpiter Doliqueno se le conoce como Doliquenum o Dolichenum, término creado por los arqueólogos. No parece haber existido ningún término específico pues los devotos solo utilizaban la palabra templum cuando se referían a sus santuarios. Los templos no estaban construidos en estilo clásico, con columnas rectangulares en un podio elevado con un altar fuera. No había necesidad de visibilidad pública, ya que, como religión mistérica, el culto estaba reservado exclusivamente para los iniciados. El diseño del templo necesitaba incluir a estos iniciados y excluir la participación de cualquier extraño, por lo que debía ser aislado y exclusivo. Existen algunas similitudes con los Mithraeum, dedicados a Mitra, ya que no tienen ventanas, tienen nártex, una cella con una nave central que termina en un altar mayor y son de forma rectangular. Hay algunas dudas sobre si la cella también tenía los bancos del podio que son típicos de un mitreo, en donde los iniciados podían reclinarse cuando tomaban parte en sus comidas rituales. La función de los templos, por tanto, no está clara y, a pesar de haber identificados y excavados hasta 17, no existen conclusiones definitivas.
De los registros epigráficos se deduce que las comunidades podían atraer a mecenas importantes, pero, podría debatirse hasta qué punto estos personajes importantes se interesaron realmente por el culto o si las cantidades dedicadas a esos templos fueron simplemente por el cumplimiento de los deberes locales de un dignatario. Un ejemplo se encuentra en la inscripción de Colonia, donde la restauración de un Doliquenum está dedicada por el gobernador provincial, Lucio Lucceio Martino (legatus augustorum pro praetore provinciae Germaniae inferioris) en el año 212. Lamentablemente, no podemos inferir que el templo contase entre sus fieles con alguien de tanta importancia dentro de su comunidad pero, sin embargo, demuestra que las comunidades podían atraer la atención de las personas más importantes de la región. 
Un templo a Júpiter Optimus Maximus se ha encontrado en Porolissum. En él, se mencionan varios sacerdotes (Sacerdotes Dei Iovi): Marcus Aurelius Vitalus - duunviro, Antonius Mavius - decurio, Acius Flavus, Caius Marcius Vegesius y, un sacerdote con un nombre oriental, Attonaris Bassus.